# Banuš
Banuš nebo banoš (ukrajinsky бануш nebo банош, polsky banusz, rumunsky bălmuș) je pokrm původem z Karpat. Jde o součást tradiční huculské kultury a jí se zejména na západní Ukrajině a v Rumunsku. Dělá se z kukuřičné mouky a ochucuje smetanou, škvarky, houbami, brynzou a podobně.
Banuš je dnes považován za součást zejména ukrajinské národní kuchyně. Slovo banuš pochází z tureckého slova bulamaç (druh kaše) a do ukrajinštiny doputovalo přes bulharštinu a rumunštinu.